# Beniane
Beniane är en ort i Algeriet. Den ligger i provinsen Muaskar, i den norra delen av landet, 300 km sydväst om huvudstaden Alger. Beniane ligger 566 meter över havet och antalet invånare är 4 530.
Terrängen runt Beniane är huvudsakligen kuperad, men den allra närmaste omgivningen är platt. Beniane ligger nere i en dal. Runt Beniane är det ganska tätbefolkat, med 129 invånare per kvadratkilometer. Det finns inga andra samhällen i närheten. Trakten runt Beniane består till största delen av jordbruksmark.